# 라우리 니시넨
라우리 빌헬름 니시넨(핀란드어: Lauri Vilhelm Nissinen, 1918년 7월 31일~1944년 6월 17일)은 핀란드의 공군 군인이다.

## 생애
요엔수에서 태어나 핀란드 방위군에 징집되었다. 공군으로 복무하기로 한 니시넨은 1938년 비행부사관 훈련을 받았다. 1939년 5월 제24비행대대에 합류하여 포커 D.XXI에 탑승했다. 1939년 중사로 승진했다.
겨울전쟁이 터지자 니시넨 중사는 1939년 12월 2일 비푸리 상공에서 투폴레프 SB-2 폭격기 1대를 격추하고 두 대를 파손시켰다고 주장했다. 이후 겨울전쟁 동안 항공전을 네 번 승리했다고 주장했으며 준위로 승진했다.
이후 제24비행대대는 미제 브루스터 버팔로를 지급받았고, 1941년 6월 25일 계속전쟁이 터지자 니시넨은 버팔로에 탑승해 다시 임무를 수행했다. 1941년 7월 7일 캐키살미 상공에서 적 전투기 2기와 정면으로 조우, 둘 다 격추시켰다. 1941년 7월 21일 폴리카르포프 I-153 한 대를 또 정면에서 격주시켰으나 자신도 기체 손상을 입고 기지로 복귀했다.
1941년 8월 1일 라우턔르비에서 핀란드군의 버팔로 6기가 소련의 I-16 8기와 교전했다. 니시넨이 격추한 적기가 폭발하며 니시넨의 기체의 우익이 그 파편에 맞아 망가졌다. 이후 I-16 3 기가 뒤에서 공격을 가해 니시넨의 기체는 여러 차례 얻어맞고 앞유리가 깨지는 중손상을 입었다.
1941년 말 기준으로 니시넨은 격추수 15.5 기로 일마리 유틸라이넨에 이은 핀란드 공군 2위였다. 1942년 초 니시넨은 사관학교에 들어가 1943년 6월 졸업, 중위로 임관했다. 그 와중인 1942년 7월 만네르헤임 십자장을 수훈했다.
제24비행대대로 돌아온 니시넨은 지휘관이 되어 비행임무를 계속했다. 1943년 말 기준 니시넨의 격추수는 26기로 늘어났다. 이후 1944년 봄부터 메서슈미트 Bf 109로 대대 주력기종이 교체되었다.
1944년 5월 16일, 니시넨은 소련군의 라보츠킨 La-5 1기가 누르모일라로 향하는 것을 발견했다. 니시넨은 아슬아슬한 싸움 끝에 적기를 격추했다.
1944년 6월 9일 소련군의 공세가 재개되었다. 니시넨 중위는 1944년 6월 17일 카우컈르비에서 소련의 일류신 Il-2 공격기 2기를 요격했다. 우르호 사리아모(핀란드어: Urho Sarjamo) 중위의 메서슈미트가 구름 아래로 급강하하여 니시넨의 기체와 충돌하는 것을 니시넨의 호위기 조종사 헤이모 람피(핀란드어: Heimo Lampi) 중사가 목격했다. 두 기체는 모두 폭발했고 사르야모와 니시넨 모두 사망했다.
니시넨의 격추수는 총 32.33기이다. 묘소는 발케알라에 있다.

## 참고 자료
- Lauri "Lapra" Nissinen